# Phuean...Ku Rak Mueng Wa
Phuean...Ku Rak Mueng Wa (เพื่อน...กูรักมึงว่ะ; literalmente "Amigo... Eu te amo"; em inglês: Bangkok Love Story) é um filme tailandês de 2007 escrito e dirigido por Poj Arnon. Um drama criminal romântico gay, é a história de um homem que se apaixona por um homem armado designado para matá-lo.

## Elenco
- Rattanaballang Tohssawat como Maek (Cloud)
- Chaiwat Thongsaeng como Iht (Stone)
- Weeradit Srimalai como Mhok (Fog)
- Chatcha Rujinanon como Sai (Sand)
- Suchao Pongwilai
- Cholprakran Chanruang
- Uthumporn Silaphan
- Rachanu Boonchuduang

## Produção
Quando Phuean...Ku Rak Mueng Wa estava em pré-produção em 2006, a Polícia Real Tailandesa levantou objeções ao roteiro, que originalmente retratava um policial (Iht) se apaixonando pelo assassino Maek. A conexão exata do personagem Iht com o departamento de polícia foi então tornada ambígua para que o filme fosse aprovado pelo Conselho de Censura, que inclui membros da Polícia Real Tailandesa.
Ambos os atores principais, Chaiwat Thongsang (Iht) e Ratanabanrang Tosawat (Maek), são heterossexuais, de acordo com um perfil dos dois atores na BK Magazine. Chaiwat disse que aceitou o papel porque queria o "desafio" e "se tornar famoso". Ratanabanrang simplesmente afirmou que interpretar um homem gay "é uma honra".
Chaiwat disse que esperava que ângulos de câmera pudessem ser usados para que ele pudesse evitar ter que beijar sua co-estrela, mas o diretor Poj Arnon insistiu que os beijos deveriam ser reais. "Foi totalmente nojento no começo, mas nós meio que nos acostumamos depois de um tempo", disse Chaiwat. Ratanabanrang disse que teve que imaginar que estava beijando sua namorada. "Na verdade, nós atuamos tão bem, que minha namorada ficou paranóica".
Ambos os atores reconheceram que o filme seria comparado a Brokeback Mountain, mas Ratanabanrang observou que Poj Arnon teve a ideia para Phuean...Ku Rak Mueng Wa muito antes de Brokeback ser adaptado para um filme.

## Liberação e recepção
Phuean...Ku Rak Mueng Wa foi lançado nos cinemas da Tailândia em 13 de agosto de 2007. O filme provou ser popular, com o Bangkok Post afirmando que era "o filme sobre o qual todo mundo estava falando". O filme arrecadou US$ 325.000 em sua exibição nos cinemas da Tailândia.
A recepção crítica foi mista. A revista semanal BK Magazine declarou que o filme sofreu por ser excessivamente melodramático, mas elogiou a cinematografia de Tiwa Moeithaisong, que "transforma Banguecoque em um personagem por si só".
Críticas do jornal diário de língua inglesa The Nation, de Banguecoque, foram caracterizadas como "desdenhosas".
O site com temática LGBT Fridae elogiou Phuean...Ku Rak Mueng Wa como "o filme gay tailandês mais ousado até hoje". Ele também elogiou o filme por ser um afastamento do gênero LGBT tailandês, que geralmente apresenta caricaturas de travestis kathoey grosseiramente estereotipadas.
O produtor de cinema independente tailandês gay Vitaya Saeng-aroon também elogiou o filme, dizendo que o diretor Poj Arnon foi "corajoso o suficiente para abalar a sociedade".
Phuean...Ku Rak Mueng Wa foi exibido no 34º Festival Internacional de Cinema Independente de Bruxelas, onde ganhou o prêmio máximo, o Grande Prêmio em todas as categorias. Foi também a seleção da noite de abertura do Festival de Cinema Gay e Lésbico de Hong Kong de 2007, e foi exibido no Festival de Cinema Gay e Lésbico de Londres de 2008.
A TLA Releasing adquiriu os direitos de exibição em cinema, vídeo caseiro, televisão e vídeo sob demanda para a América do Norte e o Reino Unido. A empresa planejou lançar o filme nesses territórios no verão de 2008.

## Trilha sonora
O filme também produziu uma música tema popular "Yahk-Roo...Tae-Mai-Yahk-Taam" (em tailandês: "อยากรู้...แต่ไม่อยากถาม que significa "Eu quero saber, mas não quero perguntar") por Calories Blah Blah (em tailandês: แคลอรี่ส์ บลาห์ บลาห์).